# Alagna
Alagna (lombardul Lagna) település Olaszországban, Lombardia régióban, Pavia megyében. Lakosainak száma 804 fő (2023. január 1.). Alagna Dorno, Garlasco, Tromello és Valeggio községekkel határos.

## Népesség
A település népességének változása:
| Lakosok száma | 854  | 831  | 804  |
|               | 2017 | 2018 | 2023 |